# Convención (reunión)
Una convención es un evento de vocación privada, generalmente organizado por una sola empresa, con una duración mínima de dos días y típicamente de entre cincuenta y cuatrocientos participantes. Las convenciones están orientadas a la generación de negocio y lo habitual es que tan solo asistan miembros de la empresa o empresas organizadoras.
Las razones por las que se organiza una convención son diversas, destacando entre ellas las siguientes:
- Lanzamiento de un nuevo producto, marca o imagen corporativa.
- Presentación de nuevos avances, estudios o innovaciones sobre un tema en concreto.
- Motivación del personal de una compañía.

## Organización de una convención
A la hora de poner en marcha una convención o jornada, hay que tener en cuenta cuatro componentes:
- El lugar en que se celebrará, que deberá ser lo suficientemente amplio y agradable como para acoger cómodamente a los invitados y que la reunión se desarrolle con éxito. Asimismo, deberá contar con instalación de megafonía y de proyección audiovisual así como de tarima o escenario desde donde expongan los ponentes, realicen mesas redondas, etc.
- El alojamiento, que no debe estar muy alejado del lugar de reunión
- El transporte de los convocados a la misma
- La alimentación, para lo que habrá que prever el suministro de café y bebidas para las pausas de la convención, así como la organización de comidas y cenas para los asistentes durante el periodo de duración.

Las entidades organizadoras intentan buscar entornos lo más atractivos posibles para maximizar el tiempo invertido y organizar otras actividades complementarias. Según estadísticas españolas, un tercio del gasto se destina al pago del alojamiento y otro tanto a satisfacer los gastos del evento incluyendo alquiler del salón y la organización. Las actividades contratadas para la convención o jornada suponen un quinto del total aproximadamente y el resto se gasta en alimentación y transporte.

## Convenciones en España
La Spain Convention Bureau, entidad dependiente de la Federación de Municipios y Provincias de España, agrupa a las principales ciudades españolas por organización de congresos. Por actividad, las principales organizadoras de eventos en España fueron en 2004:
- La actividad económica y comercial alcanzando una cuarta parte del total.
- El sector médico-sanitario, con un 22%.
- El sector público.
- El sector cultural.

El número medio de participantes por evento se sitúa en torno a las doscientas personas. En cuanto a los lugares escogidos por los organizadores para llevarlos a cabo destacan en 2004:
- Los palacios de congresos, con un 40% siendo su uso inversamente proporcional al tamaño de la ciudad (es decir, cuanto más pequeña es la ciudad más proclive es a la utilización de palacios de congresos).
- Las salas de hoteles, con un 30%.
- Las universidades.
- Los auditorios.